# 류미례
류미례(柳美禮 /Ryu Mi Rye, 1971년 2월 13일 ~ )는 대한민국의 영화 감독이다.
전라남도 해남 출생으로 1995년에 월간 '민족예술' 기자로 글을 쓰다가, 1997년부터 다큐멘터리제작공동체 '푸른영상'에서 활동하고 있다.

## 학력
- 1994년고려대학교 한국사학과 졸업
- 2013년성공회대학교 대학원 국제문화연구학과

## 작품 목록
- 1998년 《22일간의 고백》 - 조연출
- 1999년 《동강은 흐른다》 - 조연출
- 1999년 《이제는 말할 수 있다:조봉암과 진보당 사건》 - 조연출
- 2000년 《나는행복하다》 - 연출
- 2001년 《친구》 - 연출
- 2004년 《엄마...》 - 연출
- 2010년 《아이들》 - 연출

## 상훈
- 2000년 장애인영화제 가작 - 나는 행복하다
- 2001년 한국독립단편영화제 중편부문 우수상 - 친구
- 2004년 여성영화제 옥랑상 - 엄마...
- 2005년 여성영화인 포럼 올해의 여성영화인상 - 엄마...
- 2010년 서울독립영화제 독불장군상 - 아이들